# Lucas Victor Schaefels

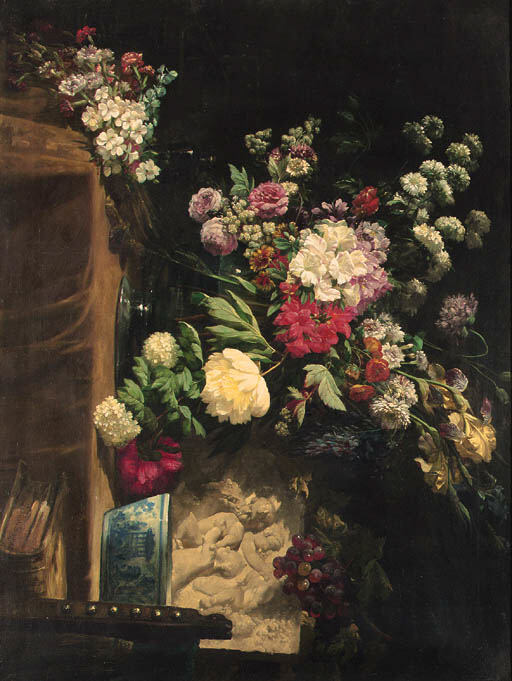
Azalées, pivoine, lilas, iris, fleur et autres fleurs dans un vase.

Lucas Victor Schaefels ou Lucas Schaefels, né le 5 avril 1824 à Anvers, et mort le 17 septembre 1885 dans la même ville, est un peintre belge, dessinateur et graveur à l'eau-forte connu pour ses natures mortes, qui sont pour la plupart des pièces florales et de chasse. Il travaille dans un style méticuleux rappelant le baroque flamand du XVIIe siècle.

## Biographie
Lucas Victor Schaefels est né le 5 ou le 6 avril 1824. Il est le frère d'Hendrik Frans Schaefels.
Il suit une formation avec son père Hendrik Raphael Schaefels, peintre décorateur de style néo-classique et professeur de design décoratif à l'Académie d'Anvers. Son frère cadet, Hendrik Frans « Rik » Schaefels (1827-1904), peintre et dessinateur, se spécialise dans les batailles navales, les paysages marins et les scènes de genre anversoises

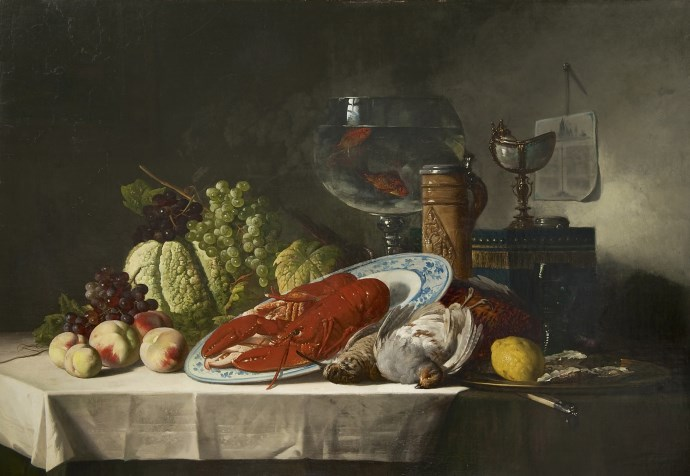
Nature morte avec un homard.

Lucas Victor Schaefels commence comme un étudiant de l'Académie à Anvers et plus tard devient lui-même un professeur de conception ornementale à l'Académie, remplaçant son père dans ce poste
Le style décoratif de Lucas Victor Schaefels et son sens aigu de la composition lui valent une commande pour peindre les chapelles de quelques églises anversoises. Il est le concepteur non-officiel des festivals de la ville en concevant et en organisant les décorations publiques pour les nombreuses manifestations publiques qui ont lieu à Anvers, qui sont à l'époque un centre de floriculture, de concours et de spectacles, ainsi que de concours et d'expositions d'art
Lucas Victor Schaefels enseigne à Anvers à la génération montante de peintres de natures mortes, dont Émile Mahieu, Frans Mortelmans, Joseph Van de Roye et Jules Schaumburg.
Il meurt le 17 septembre 1885 dans sa ville natale,.

## Œuvre

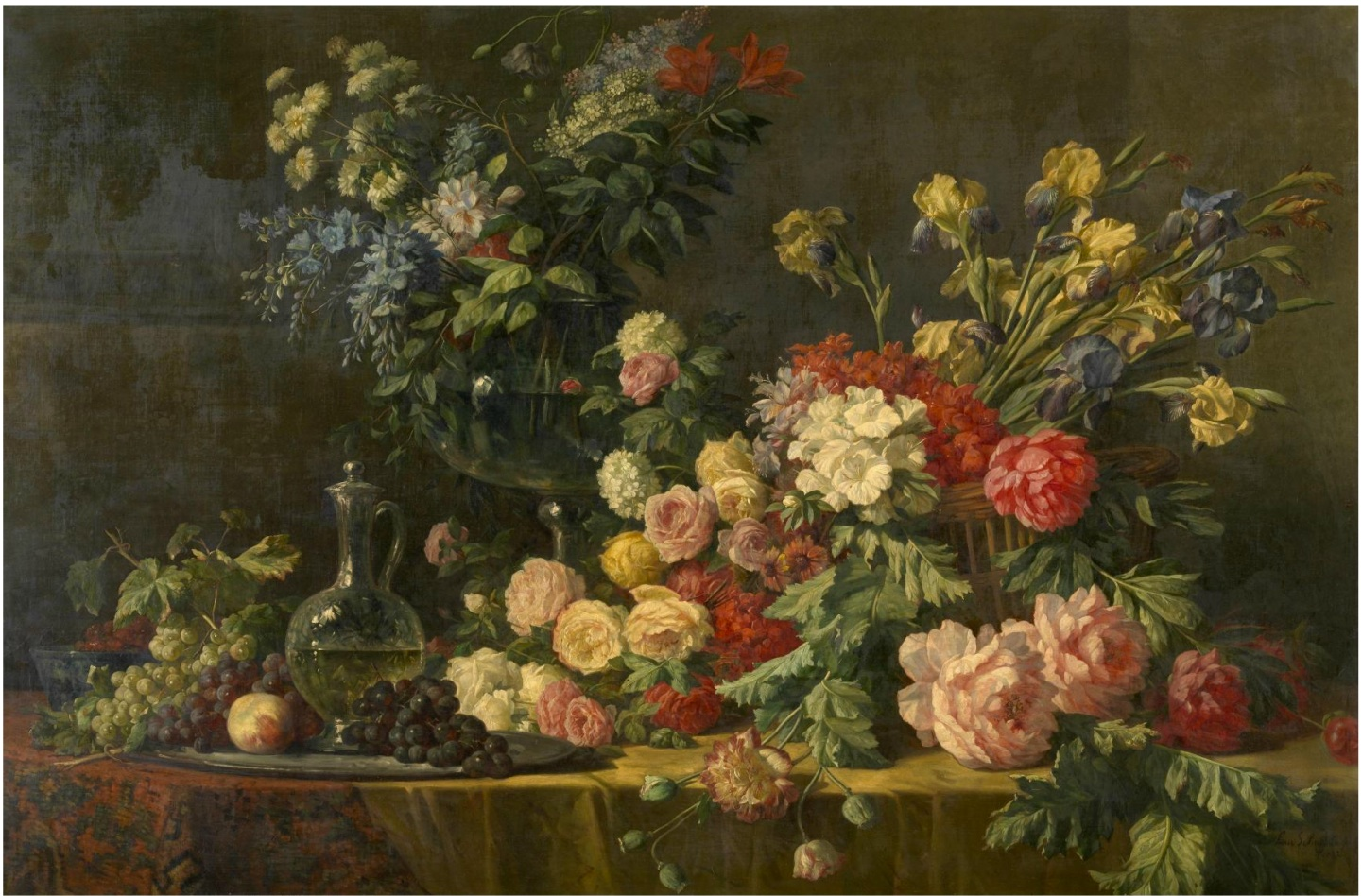
Des fleurs et des fruits

Lucas Victor Schaefels est le plus grand peintre floral et de nature morte de sa génération à Anvers. Son style remonte au baroque flamand du XVIIe siècle et ne semble pas avoir été influencé par les mouvements artistiques contemporains. Ses œuvres présentent des intérieurs riches et opulents, riches en jeux, en produits et en fleurs, disposés dans une composition traditionnelle pyramidale
Il produit également des gravures pour les frontispices
- Frontispice : des amours symbolisant les arts[6].

## Élèves
- Émile Mahieu (1861-1955)
- Frans Mortelmans (1865-1936)
- Joseph Van de Roye (1861-1941)
- Jules Schaumburg (1839-1886)